# Dick Johnson
Dick Johnson, född 1945 i Brisbane, Australien, är en australisk före detta racerförare. Han är far till racerföraren Steven Johnson.

## Racingkarriär
Johnson tävlade i många år i ATCC, där han blev sjua totalt 1972, vilket var hans bästa placering under 1970-talet. 1981 startade han sitt eget team Dick Johnson Racing, ett stall som fortfarande tävlar i V8 Supercar. Sensationellt lyckades han vinna titeln under sin första säsong som förare för sitt eget team. Han körde därefter för sitt eget team i ytterligare arton säsonger, och vann ytterligare fyra titlar; 1982, 1984, 1988 och 1989. Till det tillkom andraplatsen 1985 och tre segrar i Bathurst 1000; 1981, 1989 och 1994. Han körde dessutom ett par lopp i NASCAR 1989. Efter att ha blivit tia 1999 avslutade han sin förarkarriär, men drev vidare sitt team, där hans son Steven började tävla efter honom.